# メテオスウォーズ
『メテオスウォーズ』（英名：Meteos Wars）は、2008年12月10日からXbox Live Arcadeで配信されているゲームソフト。開発はキューエンタテインメント。

## 概要
本作は2005年にバンダイよりニンテンドーDS用ソフトとして発売された『メテオス』、および2006年から2007年にかけてキューエンタテインメントにより運営されていた『メテオスオンライン』のシステムを元にしてXbox 360向けに開発されたパズルゲームである。
基本的なルールやシステム、用語などはメテオスの項を参照されたい。

## 新システム
Xbox 360で発売するに当たって、以下のようなシステムが加えられている。

### 必殺技の追加
メテオを点火したり、相手からの攻撃を受けるとゲージが増加する。　ゲージがいっぱいまで溜まると惑星ごとに異なる必殺技を発動させる事が出来る。また、これらの必殺技にはメテオスオンラインにあった特殊な攻撃を改良したと思われるものもある。
アルマゲドン
通常のメテオよりも非常に重い「ダークマター」と呼ばれる物質の塊を相手のフィールドに送り、メテオを押し下げる効果がある。着地後も通常のメテオと同様に自由に動かすことが出来るが、揃えても点火できないままフィールドに居座る。カタマリに巻き込んで大気圏外に放出するしか対抗手段はないため、相手のペースを乱すのに有効である。特に相手が全消しを行った直後は絶大な効果を発揮する。このシステムはメテオスオンラインにあった「ダークマター」と呼ばれる攻撃が元になったと考えられる。
ガンビット
惑星から強力な磁場を発生させ、攻撃力と防御力を増幅させることができる。ただし、惑星によっては一方がダウンする事もある。攻撃力の増加は相手へ送るメテオの増加に、防御力の増加は相手から受けるメテオの減少につながる。効果の発動時間は惑星によって異なる。
センチネル
一定時間メテオを弾道ミサイルのように飛ばす事が出来る。相手に送られたメテオは本来その星で降る事がないメテオへと還元される。更に一定の個数のメテオを確実に送ることが出来るため、相手が全消ししていない状況であれば絶大な効果が期待できる。
テンペスト
光のレーザーを相手の惑星に打ち込んでメテオを縦1列に破壊する。断続的にレーザーが襲来するため、カタマリの分断や全消しの阻止につながる。このシステムは、メテオが縦のみに積もった列が多くなる、という状況を考えるとメテオスオンラインにあった「列柱落とし」と呼ばれる攻撃に多少類似している。

### 宇宙人くんのデコレーション
本作では初期状態で使用可能な5つの惑星を使って戦っていき、最終的に20個以上の惑星を使用することが出来るが、それぞれの惑星には宇宙人くんと呼ばれる生命体（キャラクター）が存在する。プレイ中に一定の条件を満たす事で出現するアクセサリーを用いてそれらの宇宙人くんをデコレーションさせることが出来る。

## 惑星とその特徴
ジオライト
特徴
直径約9800km、惑星人口約58億人。外見・性質ともに地球によく似た惑星。地球人によく似た環境問題を抱える、平均身長90cmのジオライト星人が住む。
性能
降るメテオは空気100%、火炎100%、水100%、大地100%、植物10%。必殺技はガンビット。惑星幅は9列。第二次点火以降も大きな変化はみられない。カタマリ落下速度や還元速度などが遅く、全体的に初心者向けの設定になっている。その代価として、惑星攻撃力はビリで惑星防衛力も低い。
アナサジ
特徴
直径約15000km、惑星人口約22億人。薄い大気に覆われた荒野の惑星。地上文明と地下文明の対立の末、平均身長2.5mの地上アナサジ星人が住む。
性能
降るメテオは空気60%、大地100%、鋼鉄10%、生物40%、闇20%。必殺技はアルマゲドン。惑星幅は9列。打ちあがり方がやや不規則で、第一次点火はかなり強いが、第二次点火で弱くなる。それ以降は少しずつ加速力上昇していく。また最下方点火が少し優遇されやすい他、惑星攻撃力がヘブンズドアに次いで高い。
オレアナ
特徴
直径約20000km、惑星人口約70億人。惑星表面のほとんどを海で覆われた水の惑星。高い知能を有し、水中での生活を主とする、平均身長50cmのオレアナ星人が住む。
性能
降るメテオは空気65%、水100%、電気30%、生物30%、闇15%。必殺技はテンペスト。惑星幅は9列。メテオの落下は遅く、上昇加速力も低め。点火を続けると次第に加速力が上がる。実は惑星防衛力がビリ。
ファイアム
特徴
直径約800km、惑星人口約3000万人。誕生後数十億年になるが、なお活発な活動を続ける灼熱の惑星。マグマを操る超能力を持つ、平均身長1.5mのファイアム星人が住む。
性能
降るメテオは空気35%、火炎100%、鋼鉄35%、電気15%、闇10%。必殺技はセンチネル。惑星幅は7列。非常に加速力が高く、打ち上げやすいので大量の攻撃メテオを送りやすい。しかし難易度曲線がきつく設定されていて、長期戦になるにつれて不利になる。
ヘブンズドア
特徴
直径不明、惑星人口7人。「ここに到達した物質は別のどこかに飛ばされる」と言われる不思議な領域。領域の中心にあるヘブンズドア星に、七賢と呼ばれる宇宙最強の超能力者が住む。
性能
降るメテオは火炎100%、水100%、大地100%、鋼鉄40%、電気40%、植物40%、生物40%。必殺技はテンペスト。惑星幅は11列、タテ点火力10、ヨコ点火力10。点火力10の場合、メテオを並べると超高速で打ち上がり、瞬時に消滅する。速度が高過ぎるため、落下メテオをすり抜ける。ただしさすがに限度は有り、4〜5列×10段以上の打ち上げでは途中まで打ち上がり、残ったメテオがゆっくり落ちてくる。このとき点火に使った燃えカスはすぐに還元する。惑星攻撃力は全惑星中最強ではあるが、全ライン打ち上げはアイテムを使わない限りほぼ不可能。また、打ち上げたとしてもすぐに落ちてくるため、バランスを重視した設定だと考えられる。
フォルテ
特徴
直径約7200km、惑星人口約1200億人。巨大流星の落下により、水も植物もなくなってしまった死の惑星。地表に無数に存在する地割れの中に、平均身長3mのフォルテ星人が住む。
性能
降るメテオは空気20%、大地100%、鋼鉄25%、生物25%、闇25%。必殺技はアルマゲドン。惑星幅は9列。惑星攻撃力が非常に高く設定されていて、惑星防衛力も平均クラス。横点火で全列を繋ぎ、タテ点火でそのまま全消しに持ち込む戦法を用いる。
メテオス
特徴
直径1200000km、惑星人口0人。全ての元凶であり、銀河に無数のメテオを生み出しつづけている、破壊と創造の惑星。無数に存在するとも、今なお増え続けているとも、自由自在に形を変えることができるとも言われる。
性能
降るメテオは火炎100%、植物100%、生物100%、氷100%、光20%、闇100%、毒20%。必殺技はアルマゲドン。惑星幅は11列。惑星攻撃力が高く、惑星防衛力が非常に低い。打ちあがり方はアナサジに似ており、第5次点火以降尻上がりに強くなる。カタマリの落下速度は非常に遅いが、逆にタイムアクセルを踏んでいる間は落下速度が極端に速くなる。
ケイビオス
特徴
直径約220000km、惑星人口約30億人。内部全域に壁が碧色に自然発光する洞窟が広がる、主成分が石灰石の惑星。頭部がハンマー状に進化している、平均身長1mのケイビオス星人が住む。
性能
降るメテオは空気15%、水60%、大地60%、電気15%、闇100%。必殺技はテンペスト。惑星幅は11列。11列惑星の中では珍しく標準的な能力。メテオが軽いほどよく打ち上がる。燃えカスは普通のメテオに比べ1/3の重さなので、素早くカスにしていけば持ち上がる。
サードノバ(DSではサードノヴァ)
特徴
直径約680000km、惑星人口約36兆人。2つの超新星が消滅した後の中心に発生した、エネルギー渦巻く新星。半エネルギー生命体である、サードノバ星人が住む。
性能
ギャラクシーパックを購入すると使用可能。降るメテオは水16%、鋼鉄16%、電気80%、生物16%、光100%。必殺技はテンペスト。惑星幅は11列。惑星戦闘力はどちらもまずまず。ヨコ点火は初期加速に長けるが、一瞬で失速する。しかし時間が経過すると失速する前に打ちあがりきってしまうようになる。タテ点火ではこれにかなりの時間差があり、フォルテの如く一気に飛んでいく。
フロリアス
特徴
直径約63000km、惑星人口約4000億人。表面の98%が花で覆われ、昼と夜で別々の花が咲きあうという惑星。意識を持つようになった花である、平均身長15cmのフロリアス星人が住む。
性能
プラネットパックを購入すると使用可能。降るメテオは空気100%、植物100%、生物100%、闇100%。必殺技はアルマゲドン。惑星幅は10列。惑星攻撃力はビリ。ヨコ点火が強く、タテ点火はほとんど持ち上がらない。最下方点火が少し優遇されている。